# Benthomangelia decapitata
Benthomangelia decapitata é uma espécie de gastrópode do gênero Benthomangelia, pertencente a família Mangeliidae.